# Hoa nghiêm kinh
Kinh Đại Phương Quảng Phật Hoa Nghiêm (zh. 大方廣佛華嚴經, sa. Mahāvaipulya Buddhāvataṃsaka Sūtra, ja. Daihō Kōbutsu Kegonkyō), thường được gọi tắt là kinh Hoa Nghiêm (sa. Avataṃsakasūtra) là một kinh điển Đại thừa. Kinh Hoa Nghiêm được đánh giá là kinh điển đồ sồ nhất và dài nhất trong số các kinh của Phật giáo, theo nhận xét của dịch giả Thomas Cleary thì kinh này là "hoành tráng nhất, toàn thiện nhất và cấu tứ thẩm mỹ nhất trong số tất cả kinh điển Phật giáo."
Kinh Đại Phương Quảng Phật Hoa Nghiêm thuộc dòng Phương Quảng trong mười hai bộ kinh. Tương truyền kinh này gồm ba bản do mỗi thân Phật trong Tam thân Phật thuyết và được cất giữ ở Long Cung (cung loài Naga). Sau này, chỉ có bản kinh của Ứng thân (Phật Thích-ca Mâu-ni) được truyền lên nhân gian. Kinh này gồm 40 phẩm trải đều 81 quyển (Hán bản) trong đó quan trọng nhất là phẩm Nhập Pháp giới (phẩm 39) và phẩm Nhập Bất Tư Nghì Giải Thoát Cảnh Giới Phổ Hiền Hạnh Nguyện (phẩm 40, là một trong năm kinh điển căn bản của Tịnh Độ tông). Kinh Hoa Nghiêm được xem là kinh điển quan trọng nhất của Hoa Nghiêm tông.
Kinh nhấn mạnh đến tính "vô ngại" của mọi hiện tượng và chủ trương rằng tâm con người chính là vũ trụ và đồng thể với tâm Phật. Quan điểm này của Đại thừa hay được Thiền tông nhấn mạnh và vì thế, kinh này cũng thường được tông này nhắc đến.
Kinh Hoa nghiêm thuộc về những bộ kinh hệ Phương đẳng, là một bộ kinh gồm 81 quyển mà phần dài nhất là phẩm Hoa nghiêm (sa. gaṇḍavyūha). Một phần quan trọng độc lập khác là Thập địa (sa. daśabhūmika). Ngày nay người ta chỉ còn tìm thấy kinh Hoa Nghiêm trong dạng chữ Hán và chữ Tây Tạng, phần chữ Hán được dịch trong thế kỉ thứ 5.
Giáo pháp trong kinh này không phải do Phật Thích-ca trực tiếp truyền dạy – trong hội này Phật nói rất ít – mà là phát biểu của các dạng xuất hiện của Pháp thân (Tam thân). Sự im lặng của Phật Thích-ca biểu hiện tính Không và sự truyền dạy giáo pháp được hiểu là một dạng của Chân như, xuất hiện cho con người hiểu được. Tương truyền kinh này rất khó hiểu, chỉ các Đại Bồ Tát mới lĩnh hội được.
Bộ kinh này được dịch ra Hán văn dưới ba dạng, bộ 40 quyển của Bát-nhã (sa. prajñā), bộ 60 quyển của Phật-đà-bạt-đà-la (cũng gọi là Giác Hiền, sa. buddhabhadra), và bộ 80 quyển của Thật-xoa-nan-đà (sa. śikṣānanda).
Phẩm Hoa Nghiêm – chữ Phạn là gaṇḍavyūha – tương đương với bộ 40 quyển của Pháp sư Bát-nhã nên cũng được gọi là Tứ thập hoa nghiêm. Gaṇḍavyūha thường được xem là toàn bộ Hoa Nghiêm kinh (sa. avataṃsaka hoặc buddhāvataṃsaka) bởi vì bộ kinh Đại thừa mang biệt danh Gaṇḍavyūha được xem như là 9 bộ kinh cốt yếu ở Nepal. Tại Trung Quốc và Tây Tạng, phẩm Gaṇḍavyūha được gọi là phẩm "Nhập Pháp giới" (zh. 入法界, sa. dharmadhātupraveṣa). Như vậy, bộ Đại phương quảng Phật hoa nghiêm kinh bao gồm cả Gaṇḍavyūha.
Đây là phẩm dài nhất và quan trọng nhất của bộ kinh, được Phật Thích-ca thuyết tại thành Xá-vệ (sa. śrāvastī), tả cảnh Thiện Tài đồng tử (sa. sudhana) đi tìm đạo dưới sự hướng dẫn của Văn-thù-sư-lợi (sa. mañjuśrī). Thiện tài đồng tử tham vấn 53 vị Thánh nhân, kể cả Di-lặc (sa. maitreya), vị Phật tương lai. Cuối cùng Thiện Tài gặp được Phổ Hiền (sa. samantabhadra), được vị này giáo hoá và đạt Bồ-đề. Đoạn cuối của phẩm này trình bày mười đại nguyện của Phổ Hiền, là cơ sở của một đời sống Bồ Tát. Phẩm này trở thành giáo lý căn bản của Hoa Nghiêm tông.
Hai bài kệ quan trọng của kinh Hoa Nghiêm là (Thích Duy Lực dịch):
| Nếu người muốn biết rõ Tất cả Phật tam thế Phải quán tính Pháp giới Tất cả do tâm tạo. | Nếu người muốn biết cảnh giới Phật Ý căn thanh tịnh như hư không Xa lìa vọng tưởng và chấp thủ Khiến tâm khắp nơi đều vô ngại |